# شیرول

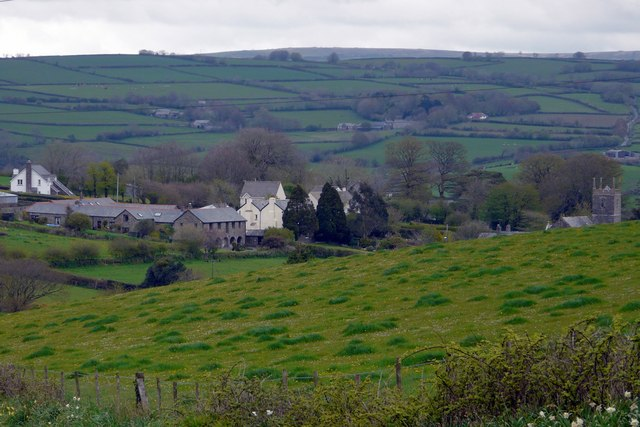

شیرول (انگلیسی: Shirwell) یک منطقه مسکونی دولتی در دوون شمالی، بریتانیا است.